# Duca di Nemours

Lo stemma dei Duchi di Savoia-Nemours

Tra il XII ed il XIII secolo la Signoria di Nemours, nel Gâtinais, in Francia, fu in possesso della Casata di Villebéon, un membro della quale, Gauthier, fu maresciallo di Francia a metà del XIII secolo. 
Il ducato di Nemours corrisponde oggi al Cantone di Nemours.
La signoria venne venduta al Re Filippo III di Francia nel 1274 e nel 1276 da Giovanni a Filippo di Nemours, e venne elevata a contea e affidata quindi a Giovanni III di Grailly nel 1364. Nel 1404, Carlo VI di Francia la diede a Carlo III di Evreux, e la eresse a Ducato di Nemours, sotto la protezione della Francia, in cambio dell'antica Contea di Évreux in Normandia.
Dopo essere stato confiscato e ristabilito diverse volte, il ducato tornò alla corona francese nel 1504, dopo l'estinzione della casata d'Armagnac-Pardiac. Nel 1507 venne affidata da Luigi XII di Francia al proprio nipote, Gastone di Foix, che venne ucciso nella Battaglia di Ravenna nel 1512. Il ducato tornò tra i domini reali, da cui ne venne nuovamente disgiunto per Giuliano de' Medici e per sua moglie Filiberta di Savoia nel 1515, per Luisa di Savoia nel 1524, e per Filippo di Savoia, nel 1528. I discendenti di quest'ultimo mantennero il ducato sin quando non venne venduto a Luigi XIV di Francia. Nel 1672 Luigi affidò il ducato al fratello, il Duca Filippo I d'Orléans, i cui discendenti lo mantennero sino alla Rivoluzione francese. Il titolo di Duca di Nemours venne successivamente affidato a Luigi Carlo, figlio del Re Luigi Filippo di Francia.

## Signori di Nemours
- 1120-1148 : Orson de Château-Landon, figlio del visconte Foulques de Gâtinais (pronipote di d'Hugues de Perche, conte di Gatinais e di Béatrice de Mâcon)
- 1148-1174 : Aveline de Château-Landon sua figlia, (con il marito Gauthier I de Villébeon) (morta nel 1196), sposata nel  1150 con Gautier de Villebéon († 1205), signore di Beaumont-en-Gâtinais (signore de Nemours per diritto di sua moglie).
- 1174-1191 : Philippe I de Villebéon, loro figlio.
- 1191-1222 : Gauthier II de Villebéon, suo figlio.
- 1222-1255 : Philippe II de Villebéon, suo figlio.
- 1255-1270 : Gauthier III de Villebéon, suo figlio.
- 1270-1274 : Philippe III de Villebéon, figlio di Philippe II e fratello del precedente.[1]

La signoria di Nemours fu venduta al re Filippo III di Francia nel 1274.

## Duchi di Nemours (prima creazione - 1404)
- Carlo d'Evreux, anche Re di Navarra (1361–1425)

Alla morte di Carlo III nel 1425, il ducato venne preteso dai discendenti della sua giovane figlia, Beatrice d'Evreux, e dalla sorella maggiore, Bianca di Navarra, a cui venne riconosciuto nel 1437, alla cui morte il ducato tornò alla corona, e nonostante i discendenti di Bianca, i re di Navarra, pretendessero il titolo sino al 1571, Luigi XI, nel 1461, accolse le pretese della figlia di Beatrice, Eleonora di Borbone-La Marche e del marito, Bernardo d'Armagnac.
- Eleonora di Borbone-La Marche (1461–1462)
- Giacomo d'Armagnac (1462–1477)
- confiscato a Giacomo in seguito alla sua esecuzione per tradimento nel 1477; al figlio Giovanni nel 1484
- Giovanni d'Armagnac (1484–1500)
- Luigi d'Armagnac (1500–1503)
- Margherita d'Armagnac (1503)
- Carlotta d'Armagnac (1503–1504)

Carlotta, l'ultima discendente di Beatrice d'Evreux, morì senza eredi nel 1504. Nemours tornò alla corona.

## Duchi di Nemours (seconda creazione - 1507)
- Gastone di Foix-Nemours (1489–1512)

## Duchi di Nemours (terza creazione - 1515)
- Giuliano de' Medici (1479–1516), sposò con Filiberta di Savoia (1498–1524) nel 1515

## Duchi di Nemours (quarta creazione - 1524)
- Luisa di Savoia (1476–1531)

ducato trasferito al fratellastro di Luisa nel 1528; ella ricevette il Ducato di Alvernia in cambio
- Filippo di Savoia-Nemours (1490–1533)
- Giacomo di Savoia-Nemours (1531–1585)
- Carlo Emanuele di Savoia-Nemours (1567–1595)
- Enrico I di Savoia-Nemours (1572–1632)
- Luigi di Savoia-Nemours (1615–1641)
- Carlo Amedeo di Savoia-Nemours (1624–1652)
- Enrico II di Savoia-Nemours (1625–1659)

## Duchi di Nemours (quinta creazione - 1672)
- Filippo I di Borbone-Orléans (1640–1701)
- Filippo II di Borbone-Orléans (1674–1723), Reggente di Francia dal 1715 al 1723
- Luigi di Borbone-Orléans (1703–1752)
- Luigi Filippo I di Borbone-Orléans (1725–1785)
- Luigi Filippo II d'Orleans (1747–1790), rinunciò al titolo.

## Duchi di Nemours (sesta creazione - 1814)
- Luigi d'Orleans (1814–1896)
- Carlo Filippo d'Orleans 1905-1970